# Extase
Pour les articles homonymes, voir Extase (homonymie) et Ravissement.

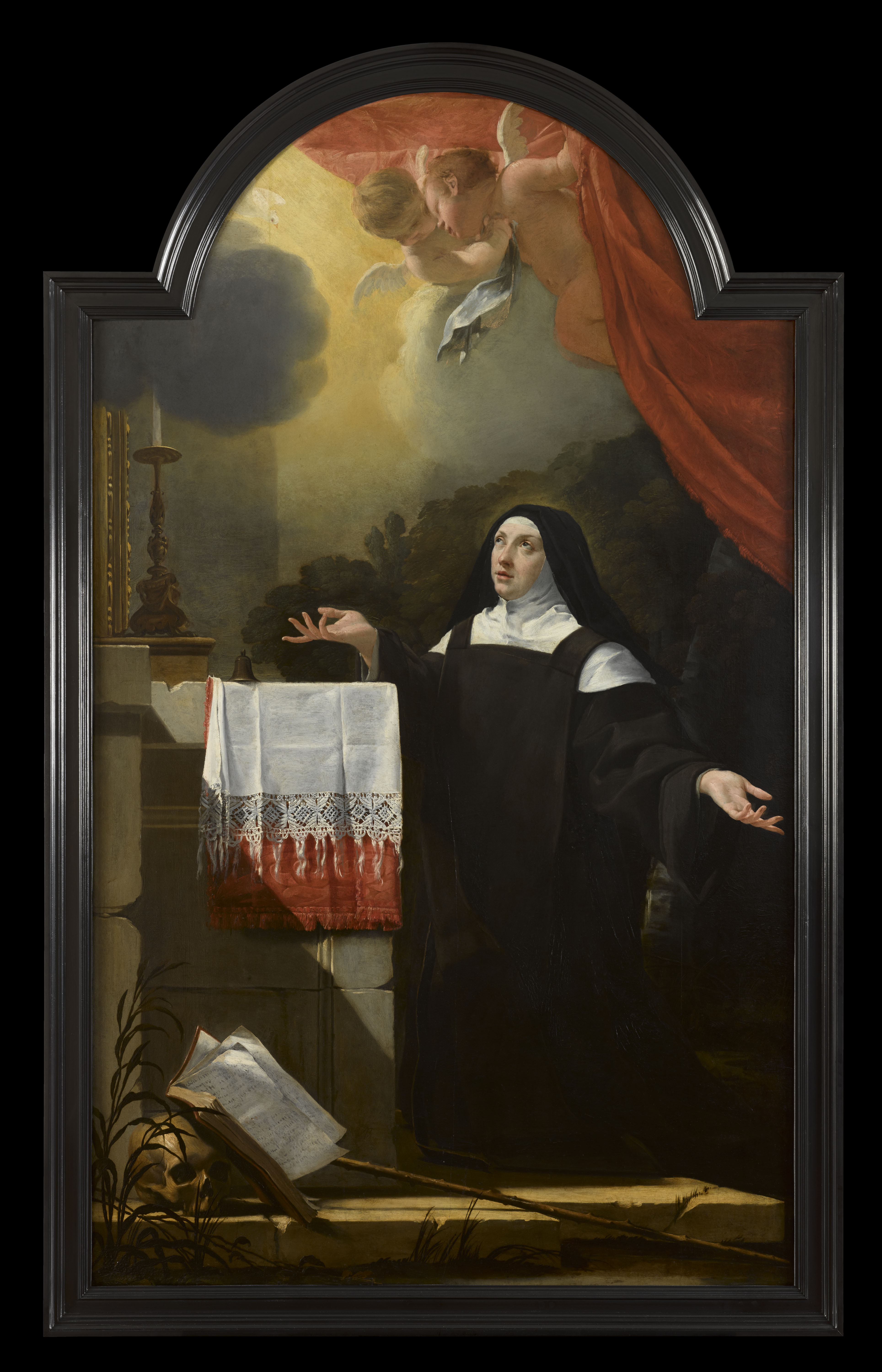
Carmélite en extase d'Eustache Le Sueur, XVII.

L'extase (du grec  ἐκ / ek, « en dehors », et  στάσις / stásis, « lieu où l’on se tient » : « être en dehors de soi-même ») désigne un état où l'individu se ressent comme « transporté hors de lui-même » caractérisé par un ravissement, une vision, une jouissance ou une joie extrême. L'extase peut être d'origine mystique ou survenir en d'autres circonstances.

## Extase mystique
L'extase peut être la conséquence de disciplines mystiques. Une description d'extase mystique est donnée par saint Paul :

« Je connais un homme en Christ, qui fut, il y a quatorze ans, ravi jusqu'au troisième ciel (si ce fut dans son corps je ne sais, si ce fut hors de son corps je ne sais, Dieu le sait). Et je sais que cet homme (si ce fut dans son corps ou sans son corps je ne sais, Dieu le sait) fut enlevé dans le paradis, et qu'il entendit des paroles merveilleuses qu'il n'est pas permis à un homme d'exprimer. »

— 2 Co 12, 2-4
L'extase donne lieu à une vaste littérature qui recense de nombreux symboles, notamment dans les textes mythiques, religieux, philosophiques et poétiques.

## Extase sexuelle
L'orgasme est parfois décrit comme une forme d'extase, ainsi que l'extase masochiste.

## Extase assistée
L'usage de substances comme le LSD, la salvia divinorum et d'autres psychotropes hallucinogènes vise parfois à provoquer une extase.

## Autres
- L'Extase est un film de Gustav Machatý.
- Extase est un poème de Victor Hugo.
- Le Poème de l'extase est une œuvre musicale d'Alexandre Scriabine.
- Extase (1990), par Cryo interactive.